# Igor Dupikov
Igor Dupikov (ur. 1 stycznia 1965) – kazachski zapaśnik w stylu klasycznym. Srebrny medal na mistrzostwach Azji w 1993 roku.